# VLS Sylver

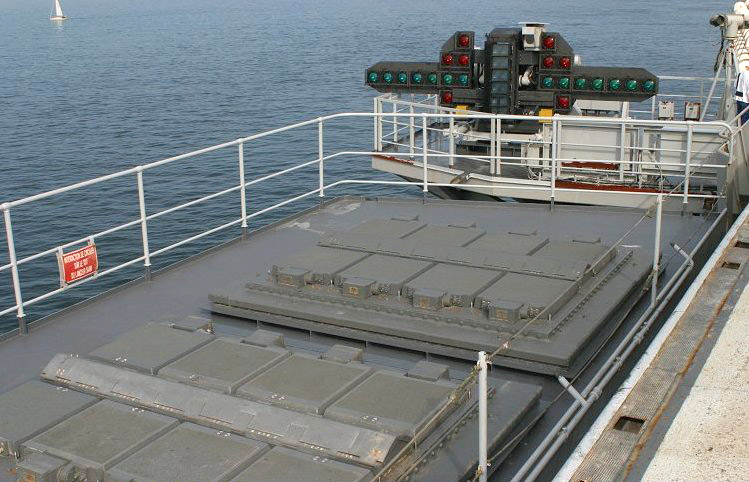
Lanciatore SYLVER sulla Charles de Gaulle

Il Sylver è un tipo di sistema lanciamissili a lancio verticale per missili progettato e sviluppato dall'industria francese Naval Group.
Il Sylver trova posto nelle portaerei Charles de Gaulle e Cavour e nelle nuove unità italo/francesi Orizzonte e FREMM per il lancio di missili MBDA Aster15/30. Il sistema accoppiato ai missili Aster 30 è una componente fondamentale del sistema antiaereo PAAMS. Tra i sistemi a lancio verticale il Sylver è quello che ha la più alta cadenza di tiro, potendo lanciare fino ad 8 missili al secondo ed è in grado di effettuare il lancio di un missile in soli 150 millisecondi.
Il lanciatore ha diverse versioni ognuna distinta dall'altra per l'altezza:
- La versione A-35 è stata sviluppata per le unità francesi per missili Mica VL e VT1
- La versione A-43 è stata sviluppata per il lancio di missili a corto raggio superficie-aria
- La versione A-50 per missili antiaereo a lungo raggio PAAMS
- La versione A-70 per missili a lungo raggio superficie-superficie Scalp Naval

La sigla numerica si riferisce alla lunghezza del missile in decimetri. Per esempio la sigla A-70 indica una lunghezza di 7 metri.
Il Sylver è costituito da un modulo di 8 celle che occupa circa 6 metri quadrati.

## Schema dei modelli

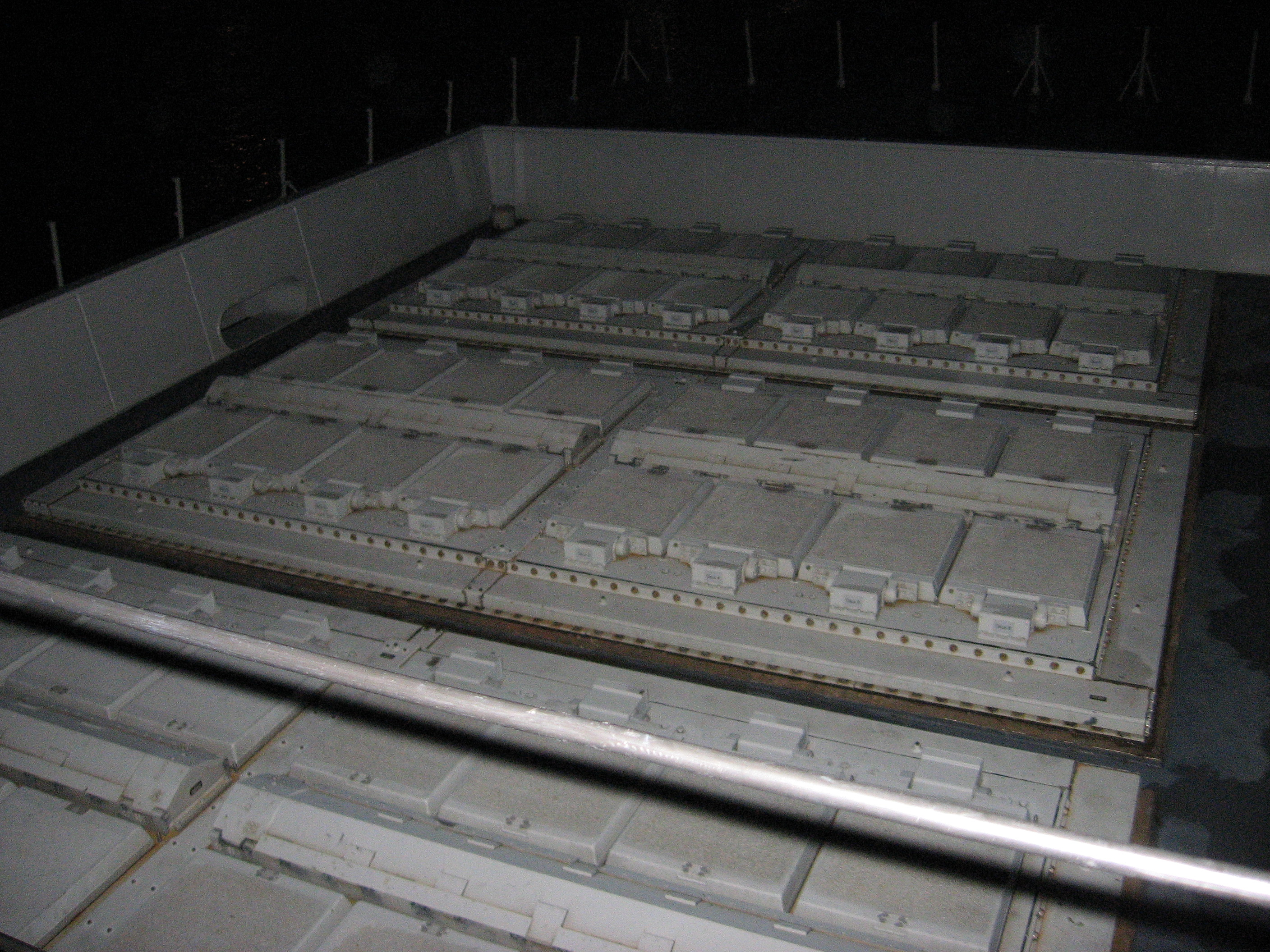
lanciatore Sylver del cacciatorpediniere Caio Duilio della Marina Militare italiana

| A-35 | Mica VL | Quad VT1 | -        | -        | -           |
| A-43 | Mica VL | Quad VT1 | Aster 15 | -        | -           |
| A-50 | Mica VL | Quad VT1 | Aster 15 | Aster 30 | -           |
| A-70 | -       | -        | Aster 15 | Aster 30 | SCALP Naval |